# Paul Celan
Paul Celan (23. novembar 1920. Černovci, tadašnja Rumunija, sadašnja Ukrajina - 20. april 1970. Pariz) bio je pesnik, prevodilac i esejista nemačkog jezičnog izraza. On je rođen kao Paul Ančel (Antschel ili Ancel) u porodici nemačkih Jevreja cionista.

## Biografija
Godine 1938. upisuje studije medicine u Toursu (Francuska), ali ih ubrzo napušta. Već sledeće godine vraća se u rodno mesto (koje će 1940. biti priključeno SSSR-u) i upisuje studije rumanistike. Po ulasku nemačkih trupa u grad 1941. odveden je na prisilni rad na izgradnji puteva. Godinu dana kasnije njegovi su roditelji transportovani u radni logor Mihailovka. Otac mu umire od tifusa, a smrt majke – ubijene pucanjem u zatiljak, biće kasnije centralni motiv u njegovoj poeziji. Sam Celan biva takođe zatočenik radnog logora sve do 1943. U oslobođene Černovce, nakon bega iz logora, vratio se 1944. Nakon kratkih studija anglistike, zapošljava se 1945. kao lektor i prevodilac u jednom izdavačkom poduzeću u Bukureštu. U to vreme stupa u kontakt sa Rozom Auslender i objavljuje prve pesme u časopisu „Agora”. Istovremeno se bavi prevođenjem Kafke.
Godine 1947, napušta staljinizmom pritisnutu Rumuniju i nakon kratkog boravka u Beču 1948. (poznanstvo sa Ingeborgom Bahmanom) konačno se nastanjuje u Parizu. Od tada pesme piše isključivo na nemačkom jeziku. Studira germanistiku i lingvistiku i nakon toga radi na Višoj normalnoj školi kao lektor nemačkog jezika. Prevodi nemačke, ruske i engleske pesnike: Remba, Bloka, Mandeljštama, Jesenjina, Šekspiraa i mnoge druge pesnike na nemački jezik.
U jesen 1969. putuje u Izrael. Dana 20. aprila 1970, okončava svoj život samoubistvom u Parizu, skokom u parisku reku Senu.
Nagrađen je književnom nagradom grada Bremena 1958, a 1960. Bihnerovom nagradom, i 1964. Velikom nagradom za umetnost Severne Rajne-Vestfalije.

## Poetika
On se bavio pitanjima jezika. Pokušao je izvan jezičnih konvencija iznova da imenuje neizrecivo, nastup ćutnje u jeziku, dopirući do krajnjih granica izrecivog. Svoju prvu knjigu objavio je 1948. godine, u doba u kojem je uticaj Rajner Marije Rilke još trajao, a druga slava Gotfrida Bena ponovno započinjala, te ta dva velikana omeđuju otprilike iz daljine Celanov put. Književni rad započinje prevodima Rilke, i nešto kasnije, prevodima srednjovekovne poezije na rumunski.
Osnovna Celanova figura je paradoks. U svoje pesništvom uveo je „protivrečje” (Gegenwort) kao pravu reč apsurda. U njegovom delu su vrlo često reči suprotne po smislu a slažu se prema zvukovnim asocijacijama. Pesme su mu slike u koje kao da se uvukla večnost, dakle statične su, obraćaju se i ne pripovedaju već kazuju, ili bolje: pokazuju. Pesništvo je to s vrlo malo glagola, a i ono malo njih izgubilo je svoja vremenska obeležja te stoji u infinitivnim oblicima, beležeći samo neodređenu protežnost. Pesme su uglavnom pisane u trećem licu. U svojim kasnim pesmama izrezuje sliku po njezinim obrisima te kroz tako nastali otvor u inače zatvorenom svetu pokazuje, ili barem daje naslutiti, nešto od beskrajnih i večnih prostora.

## Bibliografija

### Na nemačkom
- Der Sand aus den Urnen (The Sand from the Urns, 1948)
- Mohn und Gedächtnis (Poppy and Memory, 1952)
- Von Schwelle zu Schwelle (From Threshold to Threshold, 1955)
- Sprachgitter (Speechwicket / Speech Grille, 1959)
- Die Niemandsrose (The No-One's-Rose, 1963)
- Atemwende (Breathturn, 1967)
- Fadensonnen (Threadsuns / Twinesuns / Fathomsuns, 1968)
- Lichtzwang (Lightduress / Light-Compulsion, 1970)
- Schneepart (Snow Part [posthumous], 1971)
- Zeitgehöft (Timestead / Homestead of Time [posthumous], 1976)

### Prevodi
Niz Celanovih nemačkih poema je preveden na francuski:
- "Speech-Grille" and Selected Poems, prevod Joahima Neugrošela (1971)
- Nineteen Poems by Paul Celan, prevod Majkla Hamburgera (1972)
- Paul Celan, 65 Poems, prevod Brajana Linča i Petera Jankovskog (1985)
- Last Poems, prevod Katarin Vašbern i Margret Guilemin (1986)
- Collected Prose. 1986. ISBN 978-0-935296-92-1., uredila Rozmari Valdrop
- Atemwende/Breathturn, prevod Pjera Žoris (1995)
- Paul Celan, Nelly Sachs: Correspondence, prevod Kristofera Klarka, uređen sa uvodom Džona Felstinera (1998)
- Glottal Stop: 101 Poems, prevod Nikolaja B. Popova i Heter Makhaj (2000) (dobitnik internacionalne Grifinove nagrade za poeziju 2001)
- Selected Poems and Prose of Paul Celan, edited and translated by John Felstiner (2000) (winner of the PEN, MLA, and American Translators Association prizes)
- Poems of Paul Celan: A Bilingual German/English Edition, Revised Edition, prevod Majkla Hamburgera (2001)
- Fathomsuns/Fadensonnen and Benighted/Eingedunkelt, prevod Ijana Fajrlija (2001)
- Paul Celan: Selections, uređeno sa uvodom Pjera Žorisa (2005)
- Lichtzwang/Lightduress, prevod sa uvodom Pjera Žorisa, dvojezično izdanje (Grina Intidžera, 2005)
- Snow Part, prevod Ijana Fejrli (2007)
- From Threshold to Threshold, prefoc Dejvida Janga (2010)
- Paul Celan, Ingeborg Bachmann: Correspondence, prevod Vilanda Hobana (2010)
- The Correspondence of Paul Celan and Ilana Shmueli, prevod Susan H. Gilespi sa predgovorom Džona Felstinera (2011)
- The Meridian: Final Version – Drafts – Materials, uredili Bernhard Bešenstajn i Hejno Šmal, prevod Pjera Žorisa (2011)
- Corona: Selected Poems of Paul Celan, prevod Susan H. Gilespi (Station Hill of Barrytown, 2013)
- Breathturn into Timestead: The Collected Later Poetry: A Bilingual Edition, prevod Pjera Žorisa (2015)
- Something is still present and isn't, of what's gone. A bilingual anthology of avant-garde and avant-garde inspired Rumanian poetry, (prevod Viktora Pambučijana), Aracne editrice, Rome, 2018.
- Microliths They Are, Little Stones: Posthumous Prose, prevod Pjera Žorisa (2020)
- Memory Rose Into Threshold Speech: The Collected Earlier Poetry, A Bilingual Edition, prevod Pjera Žorisa (2020)

## Audio-vizualni snimci
- Ich hörte sagen, readings of his original compositions
- Gedichte, readings of his translations of Osip Mandelstam and Sergei Yesenin
- Six Celan Songs, texts of his poems "Chanson einer Dame im Schatten", "Es war Erde in ihnen", "Psalm", "Corona", "Nächtlich geschürzt", "Blume", sung by Ute Lemper, set to music by Michael Nyman
- Tenebrae (Nah sind wir, Herr) from Drei Gedichte von Paul Celan (1998) of Marcus Ludwig, sung by the ensemble amarcord
- "Einmal" (from Atemwende), "Zähle die Mandeln" (from Mohn und Gedächtnis), "Psalm" (from Die Niemandsrose), set to music by Giya Kancheli as parts II–IV of Exil, sung by Maacha Deubner, ECM (1995)
- Pulse Shadows by Harrison Birtwistle; nine settings of poems by Celan, interleaved with nine pieces for string quartet (one of which is an instrumental setting of "Todesfuge").[4]

## Literatura
- Dove, Richard (1981), Mindus Inversus, review of Selected Poems translated by Michael Humburger. in Murray, Glen (ed.), Cencrastus No. 7, Winter 1981-82, p. 48, ISSN 0264-0856
- John Felstiner "Writing Zion" Paul Celan and Yehuda Amichai: An Exchange between Two Great Poets, The New Republic, 5 June 2006
- John Felstiner, „Paul Celan and Yehuda Amichai: An Exchange between Two Great Poets”. Midstream. 53 (1).,  ,  (Jan.–Feb. 2007)
- Daive, Jean. Under The Dome: Walks with Paul Celan (tr. Rosmarie Waldrop), Providence, Rhode Island: Burning Deck, 2009.
- Mario Kopić: "Amfiteater v Freiburgu, julija 1967", Arendt, Heidegger, Celan, Apokalipsa, 153–154, 2011 (Slovenian)
- Hana Amichai: "The leap between the yet and the not any more",  Yehuda Amichai and Paul Celan, Haaretz, 6 April 2012 (Hebrew)
- Aquilina, Mario, (2014). The Event of Style in Literature. Palgrave Macmillan.
- Daive, Jean (2017). Albiach / Celan. (author, tr. Donald Wellman), Anne-Marie Albiach (author), (tr. Julian Kabza), Ann Arbor, Michigan: Annex Press,
- Paul Celan: A Biography of His Youth. New York: Persea Books. 1991. Israel Chalfen, intro. John Felstiner, trans. Maximilian Bleyleben
- Paul Celan: Poet, Survivor, Jew, John Felstiner (Yale University Press, 1995)
- Word Traces, Aris Fioretos (ed.), includes contributions by Jacques Derrida, Werner Hamacher, and Philippe Lacoue-Labarthe (1994)
- Gadamer on Celan: 'Who Am I and Who Are You?' and Other Essays, Hans-Georg Gadamer (trans.) and Richard Heinemann and Bruce Krajewski (eds.) (1997)
- Poetry as Experience Philippe Lacoue-Labarthe, Andrea Tarnowski (trans.) (1999)
- Economy of the Unlost: Reading Simonides of Keos with Paul Celan, Carson, Anne. Princeton: Princeton University Press (1999)
- Zur Poetik Paul Celans: Gedicht und Mensch - die Arbeit am Sinn, Marko Pajević. Universitätsverlag C. Winter, Heidelberg (2000).
- Poésie contre poésie. Celan et la littérature, Jean Bollack. PUF (2001)
- Celan Studies Péter Szondi; Susan Bernofsky and Harvey Mendelsohn (trans.) (2003)
- L'écrit : une poétique dans l'oeuvre de Celan, Jean Bollack. PUF (2003)
- Paul Celan et Martin Heidegger: le sens d'un dialogue, Hadrien France-Lanord (2004)
- Words from Abroad: Trauma and Displacement in Postwar German Jewish Writers, Katja Garloff (2005)
- Sovereignties in Question: the Poetics of Paul Celan, Jacques Derrida (trans.), Thomas Dutoit and Outi Pasanen (eds.), a collection of mostly late works, including "Rams," which is also a memorial essay on Gadamer and his Who Am I and Who Are You?, and a new translation of Schibboleth (2005)
- Paul Celan and Martin Heidegger: An Unresolved Conversation, 1951–1970, James K. Lyon (2006)
- Anselm Kiefer /Paul Celan. Myth, Mourning and Memory, Andréa Lauterwein. With 157 illustrations, 140 in colour. Thames & Hudson, London.  978-0-500-23836-3 (2007)
- Sites of the Uncanny: Paul Celan, Specularity and the Visual Arts, Eric Kligerman.  Berlin and New York (Interdisciplinary German Cultural Studies, 3) (2007)
- Vor Morgen. Bachmann und Celan. Die Minne im Angesicht der Morde. Arnau Pons in Kultur & Genspenster. Heft Nr. 10. (2010)
- Das Gesicht des Gerechten. Paul Celan besucht Friedrich Dürrenmatt,  Werner Wögerbauer in Kultur & Genspenster. Heft Nr. 10.  978-3-938801-73-4 (2010)
- Poetry as Individuality: The Discourse of Observation in Paul Celan, Derek Hillard. Bucknell University Press. (2010)
- Vor Morgen. Bachmann und Celan. Die Minne im Angesicht der Morde, Arnau Pons in Kultur & Genspenster. Heft Nr. 10. (2010)
- Still Songs: Music In and Around the Poetry of Paul Celan, Axel Englund. Farnham: Ashgate. (2012)
- Shakespeare and Celan: A very brief comparative Study,  Pinaki Roy in Yearly Shakespeare (ISSN 0976-9536) (xviii): 118-24. (2020)

## Spoljašnje veze
- Paul Celan на веб-сајту  (језик: енглески)
- Petri Liukkonen. "Paul Celan". Books and Writers Link to the new site
- Biography of Celan at the George Mason University site
- Overview at Littlebluelight.com
- Limited-edition of Paul Celan's reading before the German literary club, Group 47, from The Shackman Press
- Spike Magazine's analysis on the writing of Celan
- Against Time: Essays on Paul Celan on Point and Circumference
- "Die Zweite Bibliographie" Архивирано на веб-сајту  (13. мај 2012), Jerry Glenn (copious bibliography, through 1995, in German)
- Recent Celan essays by John Felstiner: 1) "Paul Celan Meets Samuel Beckett", American Poetry Review, July/August 2004 & poetrydaily.org, 6 July 2004; 2) "Writing Zion: An Exchange between Celan and Amichai", New Republic, 12 June 2006 & "Paul Celan and Yehuda Amichai: An Exchange on Nation and Exile", wordswithoutborders.org; 3) "The One and Only Circle: Paul Celan's Letters to Gisèle", Fiction 54, 2008 and (expanded Архивирано на веб-сајту  (23. октобар 2012)) Mantis, 2009
- Celan on Mandelstam: extracts from the variorum edition of the Meridian speech featured on Pierre Joris's blog, this is a page of notes, fragments, sketches for sentences, etc., Celan took when preparing a radio-essay on Osip Mandelstam. However, as Joris points out: "some of the thinking reappears, transformed, in the Meridian".
- "Four New Translations of Paul Celan", by Ian Fairley in Guernica Magazine
- "Fugue of Death" (English translation of "Todesfuge")
- "Death Fugue" (Another English translation of "Todesfuge")
- InstaPLANET Cultural Universe: three poems from Die Gedichte aus dem Nachlass in the original German with a translation into English by Ana Elsner
- "Dissertation on the French Reception of Celan"
- Ring-Narrowing Day Under, one of seven poems translated from the German by Heather McHugh and Nikolai Popov, originally published in Jubilat
- Extract from Lightduress (Cycle 6), translated by Pierre Joris; originally published by Samizdat
- Dan Kaufman & Barbez music recorded an album based upon the life and poems of Paul Celan, published on the Tzadik label in the series of Radical Jewish Culture.
- translations from ATEMWENDE/ Breathturn Cal Kinnear translates Paul Celan

Selected multimedia presentations
- Recordings of Celan reading a selection of his poems, including "Todesfuge", with translations by John Felstiner
- Griffin Poetry Prize reading by Nikolai Popov and Heather McHugh from Glottal Stop: 101 Poems by Paul Celan, including video clip